# Pararge althaea
Pararge althaea är en fjärilsart som beskrevs av Hans Rebel 1910. Pararge althaea ingår i släktet Pararge och familjen praktfjärilar. Inga underarter finns listade i Catalogue of Life.